# موكيش
موكيش  (22 يوليو 1923م - 27 أغسطس 1976 م). مغني وممثل هندي و من أهم من غنى بأسلوب البلاي باك سنغر لصالح النجم راج كابور .

## مولده ونشأته
ولد زورافار تشاند ماثور (موكيش) في 22 تموز عام 1923 لأسرة متوسطة الحال تعيش في دلهي ، درس موكيش حتى الصف العاشر ثم ترك الدراسة ليعمل كمساعد لمساح أراضي مدة 7 أشهر. 
أثناء حفلة زفاف أخته شاهده الممثل المعروف حينها موتيلال الذي يقربه بقرابة بعيدة فأعجب بصوته و قرر جلبه إلى بومباي 
وسكن مع موتيلال ثم أخذه موتيلال إلى مركز التدريب تحت إشراف الأستاذ جاجانث برا ساد.
بعد مدة من التدريب شارك موكيش و لأول مرة في بطولة وغناء في فيلم اسمه (نير ودش)عام1941 بدور الابن الأصغر لمليونير يعشق فتاة تعاني الظلم من أمها وشقيقاتها (تماما كقصة سندريلا) ولكن الفيلم أخفق، و تبعه عدة أفلام منها (داخ ساخ) عام1942 الذي فشل أيضا في شباك التذاكر،

## بداية النجومية
يعتبر المكتشف الحقيقي لموكيش الموسيقار أنيل بيسواس و ذلك عام1945 في فيلم (بيهلي نازر) بأغنية ( دل جالتا هاي) غناها موكيش للممثل موتيلال و حققت نجاحا كبيرا و لفتت الانتباه إلى أن الشاب الصغير ما هو إلا نسخة عن العظيم كاندال لال سيجال، ويملك إحساسا رائعا و صوتا قويا. 
بعد عدة أفلام عمل مع الموسيقار نوشاد في فيلم (ميلا) عام 1948 ثم في(انداز) عام 1949 ،في هذا الفيلم كشف موكيش عن وجهه الحقيقي و نوعية صوته الأصيلة، فكان نصرا كبيرا حتى أن أغانيه الأربعة حققت شهرة واسعة و ستلاحظ بعد قراءتك هذه الأسطر أن موكيش غنى لصالح ديليب كومار بينما غنى محمد رافي لصالح راج كابور.
العلاقة القوية والصداقة الفريدة بين راج كابور و موكيش تكونت بفيلم (أج) 1948، عندما كان راج كئيبا بينما موكيش في أوج عطائه بهذا الفيلم بدأت مسيرة قوية بينهما بداية ب(أج) ونهاية بفيلم (دهرام كارام) 1975 تلاه تشكل الفريق الرائع الذهبي موكيش مغني، راج كابور ممثل و مخرج، شانكر و جيكيشان مدراء موسيقى، حاسرت جابوري وشيلندرا ككاتبي كلمات للأغاني لتصنع بجهود هذه العمالقة أفلام رائعة لا تنسى ولمدة عقدين من الزمن.

## نجومية التمثيل
بعد نجاح فيلم (أفارا) عام 1951 قرر موكيش وضع مشواره الغنائي جانبا و البدء بالتمثيل و الغناء معا، فلعب بطولة فيلم (معشوقة)
1953 مع النجمة ثريا ومن إنتاجه الخاص ثم (أنو راج ) عام 1956 و أيضا من إنتاجه بيد أن أفلامه فشلت فشلا ذريعا في شباك التذاكر،
إضافة أنه لعلب دورا صغيرا جدا في فيلم (آه) عام 1953 بدور سائق عربة يقل البطل إلى رحلته الأخيرة بأغنية(تشوتي سي زندكي)ومعناها الحياة كذبة. 
غنى موكيش من عام 1948 حتى 1951 حوالي 130 أغنية بينما من عام 1953حتى 1959 حوالي 55 أغنية فقط، فوسامته و حبه للتمثيل بدت كجزر سلمية في المحيط العاصف للصوت ممثلة بمحمد رافي، طلعت محمود و كيشور كومار.
مرت عليه محنة مادية صعبة فقرر العودة للغناء ليستطيع أن يعيد أولاده نيتين و ريتو للمدرسة بعد أن تم طردهم لعدم دفعهم الرسوم المترتبة عليهم..لفت موكيش انتباه المخرج( كار دار) الذي كان سيعرض عليه بطولة فيلم (دل إي نادان) إلا انه اختار في النهاية المطرب المعروف طلعت محمود، و كما حال بقية المغنيين لم يستطع موكيش إعطاء الصورة الصحيحة لبطل الشاشة.
و جاء الفرج أخيرا مع فيلم(ياهودي) عام 1958 ليغني مرة أخرى و يرجع للوسط الفني بقوة مثبتا جدارته و تبعها بأفلام قوية مثل(بارافاريش) ليؤكد أنه لا مجال للرجوع.

## وفاته
سافر موكيش مع ابنه نيتين المغني المعروف أيضا إلى أمريكا لإحياء حفلة و لم يكن يدري أنها رحلته الأخيرة و سيودع الوطن و الدنيا وداعا أبديا و يرجع جثة هامدة، فالمغنية لاتا مانجيشكار كانت منتظرة قدوم موكيش للانضمام إليها في الحفلة. 
توفي موكيش بعيدا عن وطنه في ديرويت في أمريكا في 27 من آب عام 
1976إثر نوبة قلبية و ليعود جثمانه مع لاتا و نيتين إلى الهند و تم تشيعيه في موكب ضخم حضره شخصيات عالمية، ربما الموت
الرحيم أنقذه من العاصفة الآتية في حقبة الثمانينات.

## موكيش كمغني
الناس لم تستطيع التصديق برحيل موكيش فهي تنتظره على الدوام تماما كانتظارها لمجيء هلال شوال، ذاك الشاب الهادئ الجذاب المفعم بالحياة ذو الصوت الرائع و الجودة السحرية بمشوار دام ثلاثة عقود من الغناء سجل خلالها حوالي 1000 أغنية و غنى بلغات عديدة تاميل، أوردو، بنغالي، كونكاني، وجو جارتي.نوعية صوته عجيبة فهي تعبر عن عدة مشاعر في وقت واحد، له صوت تصطاده الأذن مباشرة لتدخل إلى القلب غير آبهة بجميع الأصوات الأخرى مولدا حالة فريدة اسمها موكيش، و على الرغم من حملات النقد التي شنت ضده في بداياته و القول بأنه يخرج عن اللحن إلا أن صوته طبيعي هبة من الله تعالى و لعل خير جواب لهم بأنه أصبح خالدا تماما كسيجال. . 
موكيش تجاوز كل العقبات التي وقفت أمامه و طور أسلوبه الغنائي فصنع اسما مميزا، المغني الآخر في عصره( سي أج أتما) الذي غنى بأسلوب سيجال في فيلم(ناجينا) لكنه نجح بصوت وهمي بدقة و تابع مسيرته تحت هذا الظل ففقدت سفينته مرساتها و غطست في بحر من الأمواج لتغرق دون أن تخلف أثرا عميقا لها بينما موكيش تحرر من جلده و خرج عن تقليده لسيجال ليظهر فنانا ناضجا له استقلاليته و صوت المميز. 
في حياته الشخصية كان مفعما بالحياة سعيدا و متواضعا عند الاحتفال بفيلم (بوبي ) عام1973 من إخراج راج كابور 
لم يغن موكيش أية أغنية من هذا الفيلم إلا أنه كان موجودا في الحفل و جاء ليهنئ المغنيين الآخرين (شيلندرا سنغ و مانا دي)
و ألقى خطابا فيه و سلم الجوائز للفائزين 
آخر البوم صدر له كان من فيلم (ساتيام شيفام سوندرام ) و أطلق عام 1978.

## ذكرياته مع الموسيقار أنيل بيسواس
يقول أنيل:
التقيت مرة به في الشارع و كنت في طريقي لشراء علبة دواء فتبادلنا النظرات و سألته: ماذا تفعل هنا؟ فبادرني بالسؤال نفسه ثم تعانقنا و قلت إنني ابحث عن علبة دواء، كان بصحبته شخص لم ألاحظه في البداية، ثم عرفني موكيش عليه، فسأله الشخص عني 
فأجابه موكيش بسلوك نبيل و أخلاق عالية : إنه أنيل بيسواس صانع موكيش.. فقلت له: لا أحد يصنع الآخر إنما الله يصنعه فنحن مجرد وسطاء، ثم سألته مرة أخرى: ماذا تفعل هنا؟.. فقال:إن عندي حفلة في (أمبالاة) و أنا في طريقي لهناك واستطرد قائلا بأنه حاول الاتصال بي و لكن هاتفي معطل فاستفسر عن القصة فأجبته بأنها قصة تليفونات دلهي كله، كان ذلك آخر مرة فيها أرى موكيش.
أتذكر عندما جلب موتيلال موكيش إلي وقال:هذا الولد سأدعه عندك لتنشئته موسيقيا، كان صوتا جميلا و لكن بدون تدريب، صوته مفعم بالحياة و كان عازفا على الطبلة أيضا، جودة النغمة و فخامة الصوت جعلاني أسيرا لصوته الرائع. 
لقد دربته مع صعوبات في تقنية الصوت و المخرج بين الكلاسيكيات و النوع البنغالي الذي كان غريبا تماما عليه.
بعد عدة أشهر كان لدي أغنية ففكرت أن أعطيها إياه و لكن بعد تفكير طويل أيقنت أنه لن يغنيها بالشكل المطلوب بالإضافة إلى ضغوط من المنتج السيد محبوب خان بتسجيل الأغنية سريعا، فما كان علي إلا أن أغنيها بنفسي و أنهي العمل.
في الماضي كنت أغني أغاني أفلام المنتج محبوب و لكن بعد سماع موكيش للأغنية قال شيئا لمس أعماقي فقد قال: دادا هناك آخرون يستطيعون التعبير بنفس الطريقة اعني أننا لن نملك الفرصة لكي نغني أغانيك و كأنه يقول لي أنك تسلب حق أن نغني أغانيك فبدا كطفل سلبت منه دميته.
في ذلك اليوم لم استطع النوم و سألت نفسي بالذي أفعله فإذا غنيت أغاني أفلامي فما الذي سيحدث للجيل الجديد الطامح و أصبح الأرق صديقا لي إلى أن قررت اعتزال الغناء مهنيا و بشكل قاطع.
و جاء فيلم (بيهلي نازار) مع موتيلال وغنى موكيش بشكل عاطفي و إحساس جميل حتى أن الجمهور اعتقد إن هذا ليس موكيش وإنما سيجال و بدأت الجماهير تصرخ: سيجال سيجال و خاصة أن ألبومه الغنائي الأول صدر باسم مشتاق لتنطلق بعدها رحلة موكيش في بحر متلاطم من التنافس غير آبه بالغرق.
كان آخر عمل لي مع موكيش في فيلم (تشوتي تشوتي باتين)1965 و كان آخر عمل لموتي لال، و كان حينها بضائقة مالية و إنتاج فيلمه ضعيفا، فحمل موكيش الحمل على ظهره ليكمل الفيلم و اتصل بي من بومباي و قال: دادا التصوير انتهى وبقي الموسيقى التصويرية و التوزيع فقررت وضع الموسيقى إكراما لصداقتي مع موتيلال ثم توجهت إلى الإذاعات الهندية لتوزيع أغاني الفيلم وتوجهت بعدها إلى بومباي.
وصلت لبومباي فوجدت موتيلال في المستشفى و قال موكيش:لا أحد بالقرب من موتيلال سوانا.
موتيلال كان ينتظر إطلاق فيلمه، فوضعت الموسيقى التصويرية في يومين ثم اتصلت بموتي لال في المستشفى حوالي الثامنة مساء و قلت بأنني أكملت الموسيقى و أسمعته جزء منها على الهاتف. 
بعد لحظات من الصمت أيقنت بأن حياته تكتب خاتمتها و أن كتفي في اليوم التالي ستحمل نعشه تماما كما حمل موكيش الفيلم على كتفه.
التقيت بالكثيرين من الناس في حياتي و لكن موكيش واحد من القليلين الذين كانوا يحترمون أنفسهم، فروحه منعشة و من النوع المحافظ على تواضعه و شخص صريح للغاية لم يكن صديقا فحسب بل عنصرا مني.
كم من تغير الأصدقاء في هذا الزمن إلا أنه بقي كما هو حتى ساعة مماته لحظة ما تلقيت الخبر في نشرة الأخبار صعقني الخبر و أصبح يوما شؤما لي.
لقد أمسى موكيش تاريخا و لا تستطيع الكلمات وصفه فهي تقف عاجزة أمامي. 
موكيش غنى للكثيرين و عمل مع عدة  مدراء موسيقى و لكن أينما ذهب تبقى موسيقاي اللون المناسب له فالناس تتذكر جيدا أفلاما أنا لحنت أغانيها و غناها موكيش مثل أغنية (زاماني كي دستور)التي نالت شهرة واسعة.

## المنادمة الأخيرة مع راج كابور
لآلاف من المعجبين بموكيش شاهدوا رحلته الأخيرة في برنامج من 50 دقيقة قدم في 30 من آب 1976، تضمن البرنامج لقاءت مع راج كابور، هردينانث مانجيشكار مرافق موكيش في حفلاته ومع أشوك كومار الذي عرف موكيش في بداياته.
موكيش الملقب بروح راج كابور سجل أغنيته الأخيرة لصالح راج في فيلم (ساتيام شيفام سوندا رم) في 26 من تموز 1976 و قبل أن يغادر إلى أمريكا سجل أغنية و سهر حتى ساعات مبكرة من الصباح و كالعادة فتح زجاجات الشرب و بدؤوا بالشرب و ناقشوا الأغنية حتى الساعة الرابعة صباحا و مع نهاية تسجيل الأغنية غادر مدير الموسيقى لاكسيمكانت بالإضافة إلى الممثل والمخرج راج كابور والممثلة زينات أمان ثم غادر موكيش.
ولكن من غير المعروف أن موكيش أحضر معه زجاجة مشروب و سلمها لجون(مستخدم يعمل عند راج) و أخبره أن يفتحها له بعد نهاية التسجيل.
الزجاجة لم تفتح إلا عندما جاءت زينات أمان لمقابلة راج في 19 من أيلول أي بعد رحيل موكيش بحوالي 20 يوما و عندما وصلت سأل راج مستخدمه جون بوجود شيء للشرب، فجاء جون بالزجاجة التي جلبها موكيش له و قال جون لراج: سيدي موكيش أحضرها لك و أوصاني أن افتحها لك بعد تسجيل الأغنية لكنني نسيت.
هذه كانت آخر جلسة روحية للشرب بين موكيش (الروح ) و راج كابور (الجسد).